# Čamsulvara Čamsulvarajev
Čamsulvara Bagomedovič Čamsulvarajev (6. září 1984 Dagestán – 28. září 2016 Mosul) byl ruský zápasník–volnostylař darginské národnosti, který od roku 2007 reprezentoval Ázerbájdžán.

## Sportovní kariéra
Byl rodákem z dagestánské horské obce Uruchi v Sergokalinském okrese. Zápasení se věnoval od útlého dětství po vzoru svého otce a strýců. Ve 14 letech si ho jako nadějného sportovce stáhnul trenér Anvar Magomedgadžijev na sportovní školu Gamida Gamidova v Machačkale. V ruské volnostylařské reprezentaci se na pozici reprezentační jedničky ve váze do 74 kg neprosazoval, proto v roce 2007 přijal nabídku reprezentovat Ázerbájdžán. V témže roce se ve váze do 74 kg třetím místem na mistrovství světa v Baku kvalifikoval na olympijské hry v Pekingu v roce 2008. V Pekingu prohrál v úvodním kole s reprezentantem Běloruska Muradem Gajdarovem těsně 1:2 na sety. Od roku 2011 startoval ve vyšší váze do 84 kg, ve které se v ázerbájdžánské reprezentaci neprosazoval. V roce 2012 prohrál nominaci na olympijské hry v Londýně se Šarifem Šarifovem. Sportovní kariéru ukončil v roce 2013.

### Výsledky
| Turnaj             | 2007 | 2008 | 2009 | 2010 |
| Turnaj             | 23   | 24   | 25   | 26   |
| Turnaj             | −74  | −74  | −74  | −74  |
| ------------------ | ---- | ---- | ---- | ---- |
| Olympijské hry     |      | úč.  |      |      |
| Mistrovství světa  | 3.   |      | 2.   | úč.  |
| Mistrovství Evropy | 3.   | 3.   | 1.   | 3.   |

## Islámismus
Již během své sportovní kariéry v rozhovorech věnoval své úspěchy alláhovi. Jeho život byl pravděpodobně silně ovlivněn fundamentalistickým směrem islámu salafíjou. Po skončení sportovní kariéry v roce 2013 se stal aktivním bojovníkem Islámského státu. V září 2016 byl při jedné z akcí zabit americkým dronem v Iráku.